# صبري لموشي
صبري لموشي (بالفرنسية: Sabri Lamouchi) (مواليد 9 نوفمبر 1971) هو لاعب كرة قدم فرنسي سابق من أصل تونسي. من مايو 2012، أصبح مديراً فنياً لمنتخب ساحل العاج ليكون أول منصب إداري له.
بدأ لموشي حياته المهنية مع أولمبيك آلس في فرنسا. خلال مسيرته الكروية كان يجيد اللعب في خط الوسط.

## وصلات خارجية
- صبري لموشي على موقع الاتحاد الدولي (مؤرشف)  (الإنجليزية)
- صبري لموشي على موقع قاعدة بيانات كرة القدم.إي يو (الإنجليزية)
- صبري لموشي على موقع بيانات كرة القدم. دي إي (الألمانية)
- صبري لموشي على موقع ليكيب (الفرنسية)
- صبري لموشي على موقع ناشيونال فوتبول تيمز (الإنجليزية)
- صبري لموشي على موقع Soccerbase.com (لاعب) (الإنجليزية)
- صبري لموشي على موقع Soccerbase.com (مدرب) (الإنجليزية)
- صبري لموشي على موقع Soccerway.com (الإنجليزية)
- صبري لموشي على موقع عالم كرة القدم.نت (الإنجليزية)
- صبري لموشي على موقع كووورة
- الموقع الرسمي لصبري لموشي. نسخة محفوظة 11 أبريل 2018 على موقع واي باك مشين.
- صفحته على موقع الاتحاد الفرنسي